# Мироненко, Анатолий Анисимович
Анатолий Анисимович Мироненко (28 октября 1905 года, с. Корнеевка, ныне Гребёнковский район, Полтавская область — 31 июля 1988 года, Кишинёв) — советский военный деятель, генерал-майор (1953 год).

## Начальная биография
Анатолий Анисимович Мироненко родился 28 октября 1905 года в селе Корнеевка Гребёнковского района Полтавской области.

## Военная служба

### Довоенное время
1 ноября 1927 года призван в ряды РККА и направлен в 223-й стрелковый полк в составе 75-й стрелковой дивизии, дислоцированный в г. Пирятин, где после окончания полковой школы в 1928 году назначен на должность командира отделения, а в октябре 1929 года переведён в 224-й стрелковый полк на должность старшины и командира взвода полковой школы. В 1931 году сдал экстерном экзамен за пехотную школу в Харькове.
В период с декабря 1933 по февраль 1934 года учился на курсах «Выстрел», после окончания которых вернулся в 224-й стрелковый полк, где служил на должностях командира взвода полковой школы и пулемётной роты, а в июле 1937 года назначен на должность командира батальона в 223-м стрелковом полку. В период с ноября 1937 по август 1938 года вновь учился на курсах «Выстрел».
В марте 1939 года Мироненко переведён в Среднеазиатский военный округ, где назначен на должность помощника командира 230-го горнострелкового полка (83-я горнострелковая дивизия), дислоцированного в Ашхабаде, а в декабре 1940 года — на должность заместителя командира 100-го горнострелкового полка (68-я горнострелковая дивизия) в Чарджоу.

### Великая Отечественная война
С началом войны майор А. А. Мироненко находился на прежней должности.
20 июля 1941 года назначен на должность командира 1076-го стрелкового полка в составе 314-й стрелковой дивизии, формировавшейся в Петропавловск (Среднеазиатский военный округ). После завершения формирования дивизия была передислоцирована в район станций Лодейное поле и Заостровье, после чего вела оборонительные боевые действия по реке Свирь. В июле 1942 года назначен заместителем командира этой же дивизии, а в сентябре — на должность командира 11-й отдельной лыжной бригады, которая в январе 1943 года принимала участие в ходе операции «Искра» по прорыву блокады Ленинграда, во время которой 29 января подполковник Мироненко был контужен.
В июле 1943 года назначен на должность командира 52-го полка резерва начсостава Волховского фронта, а в сентябре — на должность заместителя командира 44-й стрелковой дивизии, оборонявшейся в районе Киришей, а в январе 1944 года участвовала в боевых действиях в ходе Ленинградско-Новгородской и Новгородско-Лужской операций и дальнейшем наступлении на дновском направлении, где заняла оборону в районе города Остров. 8 июля 1944 года полковник А. А. Мироненко назначен командиром 44-й стрелковой дивизии которая вскоре принимала участие в боевых действиях в ходе Псковско-Островской, Тартуской и Рижской наступательных операции, освобождении Риги и затем — в ликвидации курляндской группировки войск противника.

### Послевоенная карьера
После окончания войны находился на прежней должности.
В марте 1946 года Мироненко направлен на учёбу на курсы усовершенствования командира стрелковых дивизий при Военной академии имени М. В. Фрунзе, после окончания которых в январе 1947 года назначен на должность заместителя командира 33-й гвардейской механизированной дивизии (Одесский военный округ), в августе 1948 года — на должность заместителя командира 264-й стрелковой дивизии (Дальневосточный военный округ), а в апреле 1950 года — на должность командира 264-й стрелковой дивизии.
В декабре 1953 года направлен на учёбу на Высшие академические курсы при Высшей военной академии имени К. Е. Ворошилова, после окончания которых в феврале 1955 года назначен на должность военного советника командира стрелкового корпуса Чехословацкой армии, в декабре 1956 года — на должность помощника командующего и начальника отдела боевой подготовки 14-й армии (Одесский военный округ), а в июне 1957 года — на должность начальника военной кафедры Кишинёвского сельскохозяйственного института.
Генерал-майор Анатолий Анисимович Мироненко 19 января 1960 года вышел в запас. Умер 31 июля 1988 года в Кишинёве.

## Награды
- Орден Ленина (17.05.1951);
- Три ордена Красного Знамени (15.10.1944, 06.11.1947, 03.11.1953);
- Орден Кутузова 2 степени (23.08.1944);
- Два ордена Отечественной войны 1 степени (16.02.1944, 06.04.1985);
- Орден Красной Звезды (03.11.1944);
- Медали.

## Память
- Почетный гражданин города Остров[1]